# Jaya Prada
Jaya Prada (geboren als Lalitha Rani am 3. April 1962) ist eine indische Schauspielerin und Politikerin.
Sie wird als eine der besten Schauspielerinnen im Hindi-Film bezeichnet und war eine der einflussreichsten Schauspielerinnen, sowohl in der Telugu- als auch in der Hindi-Filmindustrie in den späten 1970er, 1980er und frühen 1990er Jahren. Sie spielte in Telugu-, Tamil-, Hindi-, Kannada-, Malayalam-, Bengali- und Marath-Filmen. Prada wurde dreimal mit dem Filmfare Awards South ausgezeichnet. Sie verließ die Schauspielbranche auf dem Höhepunkt ihrer Karriere, als sie der Telugu Desam Party (TDP) beitrat und sich politisch engagierte.

## Leben
Jaya Prada wurde als Lalita Rani in Rajahmundry, Andhra Pradesh geboren. Ihr Vater, Krishna Rao, produzierte Telugu-Filme. Jaya Prada besuchte eine Telugu-Realschule in Rajahmundry und erhielt schon als Kind Tanz- und Musikunterricht.

### Filmkarriere

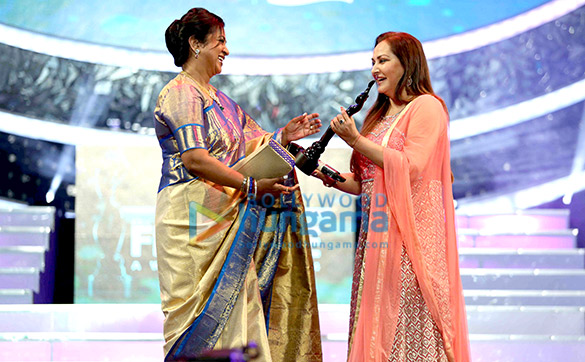
Jaya Prada und die Schauspielerin Raadhika beim 62nd Filmfare Awards South.

Nach einer Schulveranstaltung, in der sie einen Auftritt als Tänzerin hatte, erhielt sie von einem Regisseur, der im Publikum saß, ein Angebot für einen dreiminütigen Tanzauftritt in dem Film Bhoomi Kosam. Danach erhielt sie Angebote von namhaften Filmproduzenten und wurde ab 1975 zum Kinostar. Regisseur K. Balachanders Schwarzweißfilm Anthuleni Katha (1976) zeigte ihre Fähigkeiten. K. Viswanaths Farbfilm Siri Siri Muvva (1976) zeigte sie als Talentierte, stumme Tänzerin, und ihre Hauptrolle als Sita in dem Film Seetha Kalyanam bestätigte ihre Vielseitigkeit. 1977 spielte sie eine Rolle in dem Kassenschlager Adavi Ramudu. Ihr Song „Aaresukoboyi Paresukunnanu“, den sie mit ihrem Filmpartner N. T. Rama Rao produzierte, wurde zum Massenhit. Vijay brachte sie 1977 ins Kannada-Kino mit dem Film Sanaadi Appanna an der Seite von Raj Kumar. Jaya Prada wiederholte ihre erfolgreiche Zusammenarbeit mit Rajkumar in Filmen wie Huliya Haalina Mevu (1979), Kaviratna Kalidasa (1983) und Shabdavedhi (2000).
Einige ihrer bekanntesten Rollen spielte sie in Filmen wie Anthuleni Katha (1976), Seeta Kalyanam (1976), Adavi Ramudu (1977), Yamagola (1977), Sanaadi Appanna (1977), Siri Siri Muvva (1978), Sargam (1979), Ooriki Monagadu (1981), Kaamchor (1982), Kaviratna Kalidasa (1983), Sagara Sangamam (1983), Tohfa (1984), Sharaabi (1984), Maqsad (1984), Sanjog (1985), Aakhree Raasta (1986), Simhasanam (1986), Sindoor (1987), Samsaram (1988), Elaan-E-Jung (1989), Aaj Ka Arjun (1990), Thanedaar (1990), Maa (1991), Devadoothan (2000), Pranayam (2011) und Krantiveera Sangolli Rayanna (2012). Sie gewann den Filmfare Award als Beste Schauspielerin – Telugu in ihrer Rolle als Sagara Sangamam. Außerdem wurde sie mit dem Filmfare Special Award in den Rollen als Siri Siri Muvva & Anthuleni Katha (1976) ausgezeichnet.

### Politische Karriere
Jaya Prada war Mitglied im Indian Parliament for Rampur vom 13. Mai 2004 bis zum 16. Mai 2014.
Prada war von 1994 bis 2004 Mitglied der Telugu Desam Party. 2004 wechselte sie zur Samajwadi Party, 2010 wurde sie aus der Partei ausgeschlossen und gründete 2011 mit Amar Singh eine eigene Partei, die aber bei den folgenden Parlamentswahlen in Uttar Pradesh keinen Sitz erringen konnte.
2019 trat sie in die Bharatiya Janata Party ein und kandidierte erfolglos für die Lok Sabha-Wahlen in Rampur.